# Flötuträsk

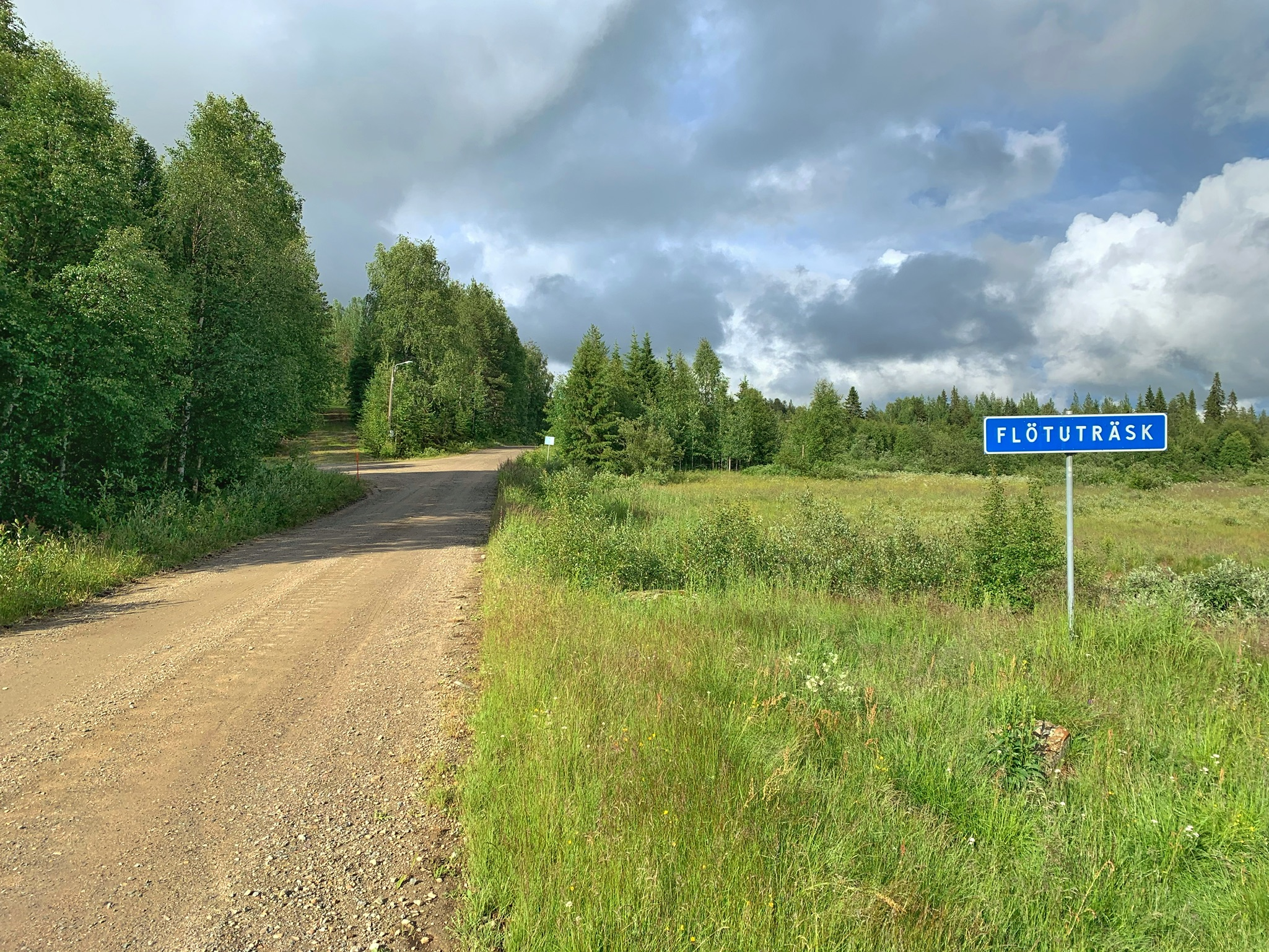

Flötuträsk är en by i Piteå kommun, Norrbottens län, Sverige. 
Flötuträsk ligger i utkanten av Sveriges och Europas största landbaserade vindkraftpark i Markbygden ca 50 km väster om Piteå. Det har funnits känd bebyggelse i Flötuträsk sedan 1858.
Under mitten av 1900-talet fanns skola, affär och postombud i byn. Idag bor det en handfull personer i byn samt en del fritidsboende.
Tidigare stavningar är bl.a. Flottuträsk och Flotträsk.